# Lazăr Iliescu
Lazăr Iliescu (n. 27 decembrie 1887, București, România – d. 13 iunie 1977, București, România) a fost un scriitor, traducător, jurnalist, publicist și politician român.

## Biografie
S-a născut la 27 decembrie 1887 la București, fiind fiul Mariei Gaiser și fiul adoptiv a lui Albert Gaiser (c. 1868 - 1936)

### Studii
A urmat studiile liceale la Liceul „Matei Basarab” din București, apoi cursurile Facultății de Drept a Universității din Iași, obținând licența în drept. Ulterior a plecat în Imperiul German, unde a studiat la Handelshochschule Köln, obținând licența în științe comerciale, și la Universitatea Ruprecht-Karls din Heidelberg, unde a obținut doctoratul în științele economice și financiare în 1912, sub numele Lar Jliescu, cu teza „Die deutsch-rumänischen Handelsbeziehungen (1875–1910)”, publicată la Heidelberg la Buch- und Kunstdruckerei Rössler & Herbert. Teza analiza politica economică a Imperiului German față de Regatul României și dezbaterile parlamentare germane privind relațiile comerciale. Conform unor surse, mai obținut un doctorat în filosofie la Universitatea din Bonn.

### Activitatea

#### Înainte și în timpul Primului Război Mondial
A debutat în presă încă din anii licelui și a publicat versuri, cronici literare și traduceri în Sămănătorul, Viața Literară și Artistică și Convorbiri critice.
A colaborat cu reviste și cotidiane ale vremii din țară, printre care Acțiunea, Avântul, Furnica, Familia Română, Muscelul, Ramuri, Neamul Românesc, Noua Revistă Română, Viața Românească, Tribuna din Cluj, Universul, Viitorul, Voința Națională, dar și din străinătate, în presa de limbă germană, semnând articole în Berliner Börsen Courier și Reichspost unde a criticat vizita țarului Nicolae al II-lea din 1914 la Constanța, a pledat pentru apropierea de Puterile Centrale și a comentat chestiuni de politică a Balcanilor. Printre pseudonimele utilizate de acesta se numără: Barbu Mihail, Don Esteban Fernandes de las Minos, I. Neagu și Miron Volbură. În aceeași periadă a fost și corespondent al ziarului Ziua, condus de Ioan Slavici.

#### În perioada interbelică
La începutul anului 1922 a fost numit a fost numit inspector comercial clasa a II-a, iar în același an a fost numit secretar al comisiei instituite pe lângă Ministerul Industriei și Comerțului, care aviza cererile privind înființarea și majorarea capitalului societăților comerciale în regiunile unite cu Regatul României, fiind menționat că a devenit și inspector comercial clasa a III-a. Tot în același an, Iliescu reîncepe activitatea publicistică, semnând studii în Viața Romînească și Democrația. În aceeași perioadă, revista Viața Românească a publicat și poezia sa „Convoi funebru”, compusă înainte de Primul Război Mondial și inițial nepublicată din cauza „stângăciei de formă și a discreției prea mari a autorului”. Redescoperirea și publicarea poeziei au fost primite cu aprecieri critice în Flacăra, care a remarcat originalitatea și farmecul său „straniu”.
A demisionat din funcția de secretar al comisii speciale la începutul anului 1923, fiind înlocuit de Corneliu Bălăcescu (1893-1979), iar în a doua jumătate a anului a început colaborarea cu ziarul Argus, fiind redactor timp de opt luni alături de un colectiv numeros, din care făceau parte, între alții, Camil Petrescu și Dinu Dumbravă. Din martie 1925 a început colaborarea cu revista Analele Băncilor, unde a ocupat funcția de redactor-șef între 1927 și 1929. Tot în 1925 a devenit licențiat în drept
În 1926, Lazăr Iliescu a participat la concursul pentru postul de atașat comercial la Berlin, dar a fost respins pe motivul unor „acte incomplete”, întrucât comisia nu i-a recunoscut activitatea de redactor economic la ziarul Argus ca experiență practică într-o întreprindere. Legea prevedea ca pentru ocuparea postului de atașat comercial candidatul să aibă fie un stagiu de doi ani ca funcționar superior în Ministerul Industriei și Comerțului, fie cinci ani de activitate într-o întreprindere particulară comercială. Iliescu a prezentat dovezi pentru un stagiu de 14 luni ca inspector comercial și peste cinci ani de activitate în mai multe întreprinderi, inclusiv opt luni ca redactor la ziarul economic Argus, argumentând că, fiind societate pe acțiuni, aceasta avea statut juridic de întreprindere comercială. Iliescu a contestat decizia și l-a acuzat, printr-o scrisoare deschisă în presă, pe secretarul general al ministerului, Gheorghe Leon, președintele comisiei, că i-ar fi respins candidatura pentru a favoriza un candidat protejat. Presa vremii a relatat pe larg cazul, sugerând că invocarea „actelor incomplete” a reprezentat doar un pretext și a criticat influențele politice care ar fi afectat corectitudinea concursului.
În perioada imediat următoare, Iliescu a fost numit în cadrul Oficiului de Studii al Ministerului de Finanțe, structură aflată sub coordonarea subsecretarului de stat Mihail Manoilescu. În ziarul Viitorul se menționa că, alături de Eugeniu Lotru, era implicat în elaborarea unor proiecte considerate „politică de aventură”, fără a ține seama de experiența acumulată în anii precedenți. Oficiul de Studii era descris drept o instituție „fără responsabilitate legală directă și fără autoritate”, căreia i se încredințau probleme bugetare și salariale. Același ziar, într-un alt articol, critica în special faptul că Manoilescu se baza pe consilierea lui Iliescu și Lotru, prezentați drept „foști colaboratori ai Gazetei Bucureștilor și cunoscuți agenți ai nemților la București”, ceea ce era considerat o alegere lipsită de seriozitate și cu potențiale riscuri pentru administrația financiară a statului.
În 1927, Lazăr Iliescu a fost unul dintre colaboratorii numărului special al publicației Manchester Guardian dedicat României, alături de Gheorghe Ionescu-Șișești, Grigore Antipa, Gromoslav Mladenatz sau David Mitrany.
În 1928, numele său figurează printre subscriitorii unui „fond de rezistență” constituit de Partidul Național-Țărănesc, destinat atât finanțării propagandei și acțiunilor de opoziție pentru răsturnarea guvernului Vintilă I.C. Brătianu, precum și sprijinirii persoanelor care ar fi putut fi persecutate politic din cauza implicării în aceste demersuri, împreună cu familiile acestora. Potrivit presei vremii, Lazăr Iliescu a contribuit cu suma de 1.000 lei, alături de personalități precum Sabba Ștefănescu, Dionisie Roman și Aurel Leucuția.
Prin decizia ministrului Finanțelor, Neculai Costăchescu, nr. 310.658 din 15 noiembrie 1928, a fost înființat, pe lângă Direcția finanțelor publice și a contabilității generale, un Oficiu de studii financiare și al bibliotecii ministerului, iar Lazăr Iliescu a fost numit consilier tehnic, însărcinat cu organizarea lui și pregătirea birourilor legate de serviciul economiei financiare. După o perioadă de pregătiri, prin decizia nr. 116.703 din 30 aprilie 1929, oficiul a început să funcționeze efectiv, la data de 1 mai 1929, având ca atribuții: constituirea unei biblioteci financiare, elaborarea balanței plăților, realizarea programului statistic al finanțelor private, alcătuirea unui index al prețurilor interne și externe și publicarea unui buletin lunar privind situația tezaurului.
Totodată, prin decizia nr. 116.704 din 30 aprilie 1929, au fost numiți referenți permanenți: Niculae Leon, Constantin Pandele, Xenofon Netta, Mircea Vulcănescu și Florin Zaharia, iar conducerea oficiului a fost încredințată lui Lazăr Iliescu. A fost reconfirmat în funcție, cu încadrarea de director clasa I, la 1 ianuarie 1930, și definitiv ca titular al postului la 9 octombrie 1930.
În decembrie 1928, în contextul pregătirilor pentru stabilizarea monetară, concomitent cu alcătuirea bugetului pentru anul 1929, Lazăr Iliescu a colaborat cu secretarul general Ștefan Stănescu și cu Constantin Stoicescu la confruntarea planului de stabilizare elaborat de Ministerul de Finanțe cu indicațiile economiștilor Charles Rist și Roger Bolgert, experți ai Societății Națiunilor.
De asemenea, în 1929, a făcut parte din comisia pentru modificarea legii contabilității publice, alături de specialiști români și străini, precum Ștefan Stănescu, Gheorghe Alesseanu, Mihail Manoilescu, A. Poisson sau I. Neidl. Comisia a avut ca obiective modernizarea legislației financiare, introducerea controlului centralizat asupra veniturilor și cheltuielilor publice, întocmirea unui inventar general al patrimoniului statului și punerea în aplicare a proiectelor de lege pentru Curtea de Conturi. Contribuția sa a fost parte a eforturilor de adaptare a administrației financiare la cerințele României Mari, după integrarea provinciilor alipite.
În același an, Lazăr Iliescu era acționar al societății „Redevențe Petrolifere”, alături de Jacques Iaroslavici, Virgil Toroceanu, Jacques Samuelli, Valeriu Ghibaldan și Leo Pălărieru și menționat cu domiciliul în București, pe strada Semicercului nr. 4.
Prin decretul regal nr. 1.548 din 17 mai 1929 i-a fost conferit Ordinul „Coroana României”, în gradul de comandor.
În septembrie, a făcut parte din Comisia Romană pentru Conferința Economică de la Varșovia, care a semnat un protocol general și o serie de aranjamente economice cu Polonia. Aranjamentele vizau facilitarea comerțului bilateral, reducerea tarifelor vamale și feroviare, simplificarea formalităților de tranzit și promovarea colaborării industriale și financiare între cele două țări.
În 1930 a fost numit comisar al guvernului pe lângă Creditul Industrial și  făcut parte din comisiile pentru tratarea și încheierea convențiilor de comerț cu Germania, Franța și Marea Britanie.
La sfârșitul anului 1930 a fost unul dintre colaboratorii numărului special al publicației austriece Neue Freie Presse, alături de Caius Brediceanu, Dimitrie Dobrescu sau Max Auschnitt.
În timpul Guvernului Nicolae Iorga, prin Decretul nr. 1702 din 18 mai 1931, Lazăr Iliescu a fost trecut în disponibilitate, începând cu data de 1 iunie 1931, din funcția de director clasa I al Oficiului de Studii din Ministerul Finanțelor, măsura fiind justificată prin faptul că numirea sa se făcuse cu încălcarea prevederilor art. 38 din Statutul funcționarilor publici. La scurt timp însă, prin Decretul nr. 1.899 din 3 iunie 1931, dispoziția a fost revocată, revenindu-se asupra punerii în disponibilitate, dar în același timp anulându-se și numirea sa, considerată de asemenea ilegală. De asemenea, prin decretul regal nr. 1.704 din 18 mai 1931, a fost înlocuit din postul de comisar al guvernului pe lângă Societatea Națională de Credit Industrial.
În timpul Guvernului Alexandru Vaida-Voievod (3), prin decretul regal nr. 2.862 din 30 septembrie 1932, Lazăr Iliescu a fost reîncadrat retroactiv în postul de director al Oficiului de studii din Ministerul Finanțelor, cu toate drepturile corespunzătoare, dar fără dreptul de a primi salariul pentru perioada 1 iunie 1931 – 30 septembrie 1932. Decretul anula actul precedent, nr. 1.899, considerat emis în contra legii.
Prin două decrete regale succesive, nr. 1280 și 1281 din 15 februarie 1933, Lazăr Iliescu a fost mai întâi retrogradat din funcția de director clasa I al Oficiului de studii la rangul de subdirector clasa I, iar apoi, în aceeași zi, repus în gradul de director clasa I și transferat la Direcția creditului județean și comunal din Ministerul de Finanțe.
În același an, Iliescu a fost unul dintre colaboratorii numărului special al ziarului Prager Presse, publicat cu ocazia unei conferințe a Micii Înțelegeri și dedicat Cehoslovaciei, Iugoslaviei și României.
Prin decretul regal nr. 1.469 din 19 mai 1934, emis în timpul guvernului condus de Gheorghe Tătărescu, a fost anulată reintegrarea lui Lazăr Iliescu ca director clasa I în Ministerul Finanțelor, dispusă prin decretul din 30 septembrie 1932, măsura fiind motivată prin încălcarea dispozițiilor art. 38 din legea statutului funcționarilor publici.
Ulterior, a început colaborarea cu Revista Administrația Financiară, iar în a doua jumătate a anului a fost însărcinat cu conducerea paginii economice a ziarului A. B. C.. La începutul anului 1936 a devenit redactor al ziarului Ordinea, fiind responsabil de rubrica economică al acestuia.
La jumătatea anului, tatăl său adoptiv, Albert Gaiser, a decedat, iar el a devenit moștenitorul averii acestuia. Albert Gaiser era fiul lui Baptist Gaiser, fondatorul Fabricii Gaiser, și unul dintre moștenitorii acestuia după decesul lui Baptist. În unele anunțuri de presă legate de decesul tatălui său, numele său apare sub forma Lazăr Iliescu-Gaiser.
În 1938, numele lui Lazar Iliescu era menționat printre aderenții la «acțiunea» lui Armand Călinescu. Prin această «acțiune», inițiată în 1936, se înțelege curentul intern din Partidul Național-Țărănesc care pleda pentru recunoașterea rolului arbitral al Coroanei și pentru apropierea de regele Carol al II-lea, în opoziție cu linia de fermă rezistență anticarlistă susținută de Iuliu Maniu.
În 1939, Lazăr Iliescu a publicat o traducere a Les Fleurs du Mal de Charles Baudelaire, cuprinzând 37 de poezii din ciclurile Spleen et Idéal, Tableaux parisiens, Le Vin și Fleurs de Mal. Volumul a fost primit pozitiv în recenzia lui Constantin Fântâneru, publicată în Cronica literară din Universul literar, care a apreciat atât calitatea traducerilor, cât și tiparul volumului, subliniind pasiunea sinceră a lui Iliescu pentru poezie. Vladimir Streinu l-a plasat pe Iliescu, alături de Alexandru A. Philippide, printre traducătorii reprezentativi ai lui Baudelaire, observând totodată tirajul redus al volumului, care îl făcea mai puțin accesibil publicului larg.
A tradus opere ale unor autori străini, printre care: Jean Racine, Alphons Daudet, Maxim Gorki, Victor Hugo, Nikolaus Lenau, Heinrich Heine, Charles Baudelaire, Thomas Mann, Reiner Maria Rilke, Sully Prudhomme sau Johannes Becker.
A fost membru al Societății Scriitorilor Români și al Uniunii Scriitorilor din România.

#### În timpul celui de-Al Doilea Război Mondial
În contextul aplicării legislației antisemite din perioada regimului antonescian, Lazăr Iliescu a fost denunțat ca având origine evreiască prin mama sa. Subsecretariatul de Stat al Românizării, Colonizării și Inventarului, condus de Titus Dragoș, a declanșat o anchetă și a dispus confiscarea imobilelor sale din București (strada General Berthelot nr. 99 și strada Vultur nr. 69), precum și a imobilului deținut de mama sa pe str. Semicercului nr. 17. Totodată, a fost înlăturat din funcția de director al companiei „Trebisch și Fiul” și din calitatea de membru în consiliul de administrație al fabricii de bere „Luther”, în baza decretului-lege nr. 2.650 din 9 august 1940, care interzicea evreilor să facă parte din consilii de administrație. Ulterior, a fost trimis în fața Curții Marțiale sub acuzațiile de „camuflare” a originii etnice, folosire de acte menite să dovedească situații contrare realității și instigare la fals.
În aceeași perioadă, a fost ținta unei campanii de presă cu caracter antisemit, desfășurată în publicații precum Viața și Porunca Vremii, redactată într-un limbaj propagandistic și discriminatoriu. Articolele afirmau că acesta era fiul lui „Mali Lăzărescu Gaizer”, de etnie evreiască, pe care o prezentau în termeni denigratori, și fiul ilegitim a lui „Joseph Iliescu”, tâmplar pe strada Sfinților din București. Totodată, publicațiile reluau acuzațiile de dezertare, susținând că aceasta ar fi avut loc în timpul celui de-Al Doilea Război Balcanic, când Iliescu ar fi trecut Dunărea cu unitatea sa, dar ar fi dezertat de pe câmpiile Bulgariei și ar fi fugit în străinătate, ajungând ulterior la Berlin, unde ar fi intrat în așa-numita „banda a lui Rudolf Mosse” și ar fi desfășurat activitate jurnalistică împotriva României în timpul Primului Război Mondial. Aceleași surse afirmau că ar fi revenit în țară după 1919, în urma unei amnistii.

## Controverse
La începutul anului 1908, într-o notă publicată în Neamul Românesc, Iliescu a respins „cu cea mai formală dezmințire” afirmațiile apărute la 20 ianuarie 1908, în pamfletul Viața literară, potrivit cărora ar fi fost de origine evreiască, calificându-le drept calomnii.
În 1927, după ce Iliescu a fost unul dintre colaboratorii numărului special al publicației Manchester Guardian, Ziarul Viitorul a criticat prezența lui Iliescu printre autori, calificând-o drept o eroare a publicației britanice, întrucât Lazăr Iliescu „nu este la Ministerul de Finanțe. D-sa este un fost agent al lui Beldiman, trimis în timpul neutralității să facă legătura între nemți și o anumită presă de la noi”.
În 1928, după o serie de atacuri repetate ale ziarului Viitorul, Lazăr Iliescu a publicat în presă un drept la replică. El a respins acuzațiile, precizând că articolele semnate „L. Iliescu” din perioada ocupației germane aparțineau altei persoane, aspect cunoscut de redacția ziarului. În privința activității sale la Oficiul de Studii, Iliescu a subliniat că nu s-a declanșat nicio anchetă ministerială, deși instituția era condusă de Vintilă I.C. Brătianu, care, în calitate de proprietar al Viitorului, ar fi avut tot interesul să verifice și să sancționeze eventualele nereguli — sugerând astfel că atacurile ziarului erau motivate politic.
În 1930, ziarele Universul și Viitorul au semnalat că Iliescu a fost desemnat în toate comisiile pentru încheierea tratatelor comerciale cu statele străine și că, în anumite situații, a semnat documente oficiale „pentru ministru”, atribuindu-și astfel prerogative extinse. Comentatorii contemporani au interpretat aceste practici ca exemplificând un sistem birocratic favorizant și au ironizat posibilitatea unui funcționar de a deține un rol atât de extins în relațiile economice externe ale statului. La sfârșitul aceluiași an, ziarul Ordinea a criticat concentrația de funcții și beneficiile financiare acordate unor funcționari ai regimului național-țărănist, menționând printre alții pe Lazăr Iliescu. Articolul semnala că Oficiul de Studii de pe lângă Ministerul Finanțelor avea atribuții neclare și că salariile oferite erau percepute ca exagerate în raport cu responsabilitățile reale, considerând instituția drept un exemplu de „cumulare de posturi și privilegii” politice. În 1931, același ziar a publicat o listă cu sumele încasate de consilierii Regiei Conductei de Petrol, unde Lazăr Iliescu figura ca membru în comisia de control, cu venituri de 226.498 lei. Articolul ironiza remunerațiile considerate excesive, echivalente cu „15.000–32.000 lei pe oră de ședință”, și menționa intenția ministrului Mihail Manoilescu de a recupera aceste sume pentru bugetul statului. Alte articole de presă, bazate pe date oficiale, arătau că din totalul de 226.498 lei, 134.106 lei fuseseră încasați ilegal. Ministerul Industriei a trimis scrisori tuturor membrilor consiliilor de administrație și comisiilor de control, solicitând restituirea sumelor considerate abuzive.
În același an, Lazăr Iliescu a fost implicat într-o controversă legată de tratatul comercial româno-francez. Conform unui articol din ziarul Cuvântul, Ministerul de Externe s-a opus participării sale la negocieri, invocând campania sa de presă anti-franceză din timpul Primului Război Mondial, și nu i-a alocat fonduri pentru a participa la conferință. Totuși, Iliescu a plecat la Paris pe cheltuiala proprie și, potrivit relatărilor, încerca să-și reabiliteze imaginea în fața Franței. Prin intervenții, a fost acceptat ca „expert tehnic”. Presa susținea că el ar fi ignorat instrucțiunile oficiale ale lui Virgil Madgearu, Cezar Popescu și ale Direcției Vămilor, promovând soluții favorabile marilor industriași români de mătase. Acordul rezultat a blocat importurile prin taxe vamale foarte ridicate (100–390%), permițând fabricanților din țară să eludeze plata unor impozite și să practice prețuri mult mai mari decât pe piața franceză. Presa a acuzat astfel că statul a fost păgubit de venituri vamale, în timp ce câțiva producători privați au acumulat câștiguri considerabile.
Iliescu a cerut dreptul la replică, respingând aceste acuzații. Într-o scrisoare publicată în presă, el a negat că Ministerul de Externe s-ar fi opus plecării sale, că ar fi desfășurat vreo campanie anti-franceză sau că ar fi funcționat ca expert tehnic în materie de mătase. Totodată, a precizat că a lucrat sub conducerea lui Ernest Ene, președintele delegației române, și a afirmat că „onorabilitatea membrilor [delegației] a fost mai presus de orice critică”.
În cadrul ședinței din 29 februarie 1932 a Adunării Deputaților, deputatul Sergiu Lecca a afirmat că Lazăr Iliescu ar fi fost „dezertor în timpul războiului” și că ar fi intrat „în serviciul de spionaj al Germaniei”, figurând pe „lista neagră” a Biroului 2 de la Paris ca spion. Constantin Argetoianu, ministru de finanțe și interimar la interne, i-a luat apărarea, respingând acuzațiile și solicitând prezentarea de dovezi concrete.
Ulterior, Iliescu a transmis un drept la replică în presă, negând acuzațiile de spionaj și de implicare în contrabandă, însă nu a infirmat public acuzația de dezertare. Referitor la presupusa sa înscriere pe „lista neagră” franceză, a apreciat că era „de prisos” să insiste asupra netemeiniciei afirmației, invocând faptul că ar fi fost improbabil să fie trimis ca delegat al României la Paris dacă ar fi fost considerat indezirabil de autoritățile franceze.
Reintegrarea lui Lazăr Iliescu, din 30 septembrie 1932 în postul de director al Oficiului de studii din Ministerul Finanțelor a generat reacții critice în presă, în special în ziarul Viitorul, organ al Partidului Național Liberal, care l-a acuzat de a fi un „agent național-țărănist”. Publicația a prezentat măsura drept un act de favoritism politic și o risipă bugetară, deși decretul de reîncadrare stipula explicit că acesta nu avea dreptul la plata salariului pentru perioada în care fusese suspendat.
Presa a continuat să-l atace și în anii următori. Astfel, în 1933, Vremea l-a ironizat într-un pamflet, prezentându-l drept „băiatul de serviciu al d-lui Mihai Popovici” și atribuidu-i un „regulament” fictiv care considera legale doar numirile făcute sub guvernările național-țărăniste.
În mai 1933, retrogradarea lui Lazăr Iliescu din funcția de director clasa I al Oficiului de studii la rangul de subdirector clasa I, urmată în aceeași zi de repunerea sa în gradul de director clasa I și transferul la Direcția creditului județean și comunal din Ministerul de Finanțe, au stârnit reacții critice în presă. Ziarul Viitorul a ironizat situația prin articolul intitulat „Administrație anarhică — Un caz extraordinar”, subliniind caracterul contradictoriu al celor două decrete emise în aceeași zi, fără să se arate nici motivele retrogradării, nici cele ale avansării, și prezentând cazul ca o dovadă de „anarhie” și „favoritism” în administrația guvernului național-țărănist.
În mai multe articole pamfletare cu accente antisemite publicate în ziarul Porunca Vremii în anii 1930, Lazar Iliescu era menționat printre colaboratorii Revistei Administrația Financiară, alături de alte personalități din domeniul financiar. Textele îl vizau însă în principal pe editorul revistei, Iulian Marcus (menționat sub numele Ioil Marcus), și foloseau un limbaj denigrator, specific propagandei antisemite a epocii, prin care sugerau, în mod nediferențiat, că și colaboratorii ar fi evrei.

## Deces
A decedat la 13 iunie 1977, după o lungă suferință, și a fost incinerat la Crematoriul Cenușa la 16 iunie 1977, la ora 15.

## Operă

### Poezii
- „Vis”, Sămănătorul, 1906;[14]
- „Sonet”, Sămănătorul, 1906;[101]
- „Noapte”, Sămănătorul, 1906;[102]
- „Vulturul”, Sămănătorul, 1906;[103]
- „Sonet”, Sămănătorul, 1907;[104]
- „În piață”, Convorbiri, 1907;[105]
- „Sonet”, Convorbiri, 1907;[106]
- „În goană”, Viața literară și artistică, 1907;[107]
- „Și de-am să mor...”, Viața literară și artistică, 1907;[108]
- „Uneĭ necunoscute”, Viața literară și artistică, 1907;[109]
- „Unei prietene”, Convorbiri, 1907;[110]
- „Domnița moartă”, Neamul Românesc, 1908;[111]
- „Sonet”, Neamul Românesc, 1908;[112]
- „Trubadurul”, Familia Română, 1908;[113]
- „Cântecul trubadurului”, Familia Română, 1908;[114]
- „Scrisoare”, Ramuri, 1909;[115]
- „Cântec”, Ramuri, 1909;[116]
- „Rămas bun”, Ilustrația, 1912;[117]
- „Convoi funebru”, Viața Romînească, 1922;[28]
- „Memento”, Viața Romînească, 1936;[118]
- „Calul”, Viața Romînească, 1936;[118]
- „Orfanele”, Viața Romînească, 1938;[119]
- „Pietate”, Viața Romînească, 1938;[120]
- „Scrisoare lunii”, Viața Romînească, 1939;[121]
- „Invitație la vals”, Viața Romînească, 1939;[122]

### Studii
- „Die deutsch-rumänischen Handelsbeziehungen (1875–1910)”, Buch- und Kunstdruckerei Rössler & Herbert, 1912
- „Contribuțiuni la istoria chestiunii Dunărei”, Viața Romînească, 1913;[123]
- „Politica noastră industrială”, Viața Romînească, 1914;[124]
- „Valuta și băncile de emisiune”, Viața Romînească, 1922;[125]
- „Tendințe ale politicei economice mondiale (Pacea de la Versailles și imperialismul economic)”, Viața Romînească, 1922;[25]
- „Tendințe ale politicei economice mondiale (Rusia și lupta pentru supremația economică)”, Viața Romînească, 1922;[126]
- „Reforme financiare în Austria”, Democrația, 1922;[26]
- „Autonomia mijloacelor de transport”, Democrația, 1922;[27]
- „Cronica economică – Sporirea emisiunii Băncii Naționale”, Viața Romînească, 1922;[127]
- „Politica monetară a Băncei Naționale!, Analele Băncilor, 1925;[33]
- „Anul economic 1924 în România”, Analele Băncilor, 1925;[128]
- „Jugul aurului”, Analele Băncilor, 1925;[129]
- „Balanța comercială”, Bursa, 1926;[130]
- „Din anomaliile impozitului pe venitul global”, Economia Națională, 1926;[131]
- „Problema naturalizărilor bancare în noile teritorii”, Bursa, 1927;[132]
- „Relațiunile comerciale italo-române”, Analele Băncilor, 1928;[133]
- „Acordul cu Germania”, Opoziția, 1928;[134]
- „Avem oarecare criză”, Opoziția, 1928;[135]
- „Tribulațiile tarifului vamal”, Opoziția, 1928;[136]
- „Impozitul pe venitul global în România”, Analele Băncilor, 1929;[137]
- „Congresul internațional al Camerelor de comerț ținut la Poznan la 25 și 26 August”, Buletinul Uniunii Camerelor de comerț și de industrie, 1929;[138]
- „Contribuabil și fisc”, Cronica financiară, 1930;[139]
- „Politica financiară”, Neue Freie Presse, 1930;[58]
- „Legiferarea comerțului bancar”, Tribuna financiară, 1933;[140]
- „Evaziunea fiscală și profesioniștii liberi”, Revista Administrația Financiară, 1934;[66]
- „Alimentarea cu credite a administrațiilor locale”, Revista Administrația Financiară, 1934;[141]
- „Apărarea economiilor”, Revista Administrația Financiară, 1934;[142]
- „Controlul prețurilor”, Revista Administrația Financiară, 1934;[143]
- „O altă mentalitate”, Revista Administrația Financiară, 1935;[144]
- „Marea răspântie a zilelor noastre”, Revista Administrația Financiară, 1935;[145]
- „Apărarea capitalului”, Revista Administrația Financiară, 1935;
- „Economia dirijată”, Revista Administrația Financiară, 1935;[146]
- „Ce este cu stabilizarea monetelor?”, Revista Administrația Financiară, 1935;[147]
- „Comerțul internațional și moneta”, Revista Administrația Financiară, 1935;[148]
- „Moralul funcționarilor fiscali”, Revista Administrația Financiară, 1935;[149]
- „Problema creditului ardelean”, Revista Administrația Financiară, 1935;[150]
- „Decadenta mișcării de credit în Ardeal”, Revista Administrația Financiară, 1936;[151]
- „Armonizarea salariilor”, Revista Administrația Financiară, 1936;[152]
- „Creditul și tezaurizarea”, Revista Administrația Financiară, 1936;[153]
- „Problema fiscală a zahărului”, Revista Administrația Financiară, 1936;[154]
- „Primogenitatea culturală”, Cronica, 1938;[155]
- „Tot despre Mitteleuropa”, Facla, 1938;[156]

### Traduceri
- „Cetatea luată”, Victor Hugo, Sămănătorul, 1906;[13]
- „Bunica”, Victor Hugo, Sămănătorul, 1906;[157]
- „Clopotul din Breslau”, Wilhelm Müller, Sămănătorul, 1906;[158]
- „Evreul rătăcitor”, Christian Friedrich Daniel Schubart, Sămănătorul, 1906;[159]
- „Sonete”, Ada Negri, Sămănătorul, 1907;[160]
- „Trandafirii lui Saadi”, Marceline Desbordes-Valmore, Sămănătorul, 1907;[161]
- „Mișca”, Nikolaus Lenau, Convorbiri, 1907;[162]
- „Din Heine - Cartea Cântecelor”, Heinrich Heine, Viața literară și artistică,1907;[163]
- „Din M. Guyau - Problema lui Hamlet”, Jean-Marie Guyau, Neamul Românesc, 1907;[164]
- „Din Heine - Cartea Cântecelor”, Heinrich Heine, Viața Romînească, 1938;[165]
- „Din M. Guyau - Problema lui Hamlet”, Jean-Marie Guyau, Viața Romînească, 1938;[166]
- „Traduceri” („Săracii” de Émile Verhaeren, „Nevermore” de Paul Verlaine, „Cartea Cântecelor” de Heinerich Heine, „Destăinuire” de Albert Samain), Viața Romînescă, 1938;[167]
- „Les Fleurs du Mal”, Charles Baudelaire, 1939;[168]
- „Din Charles Baudelaire - Jocul”, Charles Baudelaire, Viața Romînească, 1939;[169]
- „Din Charles Baudelaire” („Spovedanie”; „Dans Macabru”; „Ceasornicul”), Viața Romînească, 1939;[170]

### Recenzii
- Statistica Societăților pe acțiuni din România în anul 1921, Dr. I. Teodorescu, Viața Romînească, 1922;[171]